# 2019 AQ3
 (novembre 2024).
Si vous disposez d'ouvrages ou d'articles de référence ou si vous connaissez des sites web de qualité traitant du thème abordé ici, merci de compléter l'article en donnant les références utiles à sa vérifiabilité et en les liant à la section « Notes et références ».
2019 AQ3 est un astéroïde apohele, c'est-à-dire du groupe d'Atira, qui compte seulement 20 membres.

## Découverte et observations
2019 AQ3 a été découvert le 4 janvier 2019 par le Zwicky Transient Facility. Lors de l'annonce de la découverte le 6 janvier de la même année, l'observatoire avait des observations remontant au 22 décembre 2018. Des observations de Pan-STARRS remontant à 2015 furent rapidement retrouvées, permettant d'avoir un arc d'observation de plus de trois ans.

## Caractéristiques physiques
2019 AQ3 a une magnitude absolue de 17,6 (à vérifier). Sa taille est par conséquent estimée à environ 1,4 kilomètre.

## Caractéristiques orbitales
2019 AQ3 est un astéroïde apohele. Au moment de sa découverte, il s'agit de l'astéroïde avec la période de révolution la plus courte connue (battu depuis par 2019 LF6) : 0,45 an, soit environ 165 jours. De façon équivalente, il avait alors aussi le demi-grand axe le plus faible connu parmi les astéroïdes : 0,59 unité astronomique, soit 88 millions de kilomètres (environ une fois et demi celui de Mercure et quatre cinquièmes de celui de Vénus). Par ailleurs, son orbite est presque intégralement intérieure à celle de Vénus : l'aphélie de 2019 AQ3 est de seulement 0,77 unité astronomique.